# 시모우치다촌
시모우치다촌(下内田村)은 시즈오카현 오가사군에 설치되었던 촌이다. 현재의 기쿠가와시에 해당한다.